# Waalwijk
Waalwijk je nizozemské město s přibližně padesáti tisíci obyvateli. Leží v provincii Severní Brabantsko na kanálu Bergse Maas 15 km severně od Tilburgu. Je tvořeno částmi Baardwijk, Besoyen, Zanddonk, Bloemenoord, Meerdijk, Laageinde, de Hoef a Landgoed Driessen.
Městská práva získal Waalwijk v roce 1303. Patří k regionu Langstraat, tradičně známému díky těžbě rašeliny a kožedělnému průmyslu, sídlí zde muzeum obuvi. Hlavním zaměstnavatelem je chemická firma Stahl Holdings.
Město má zachované historické centrum s radnicí od architekta Alexandera Krophollera, reformovaným kostelem Kerk aan de Haven z 15. století a katolickým kostelem sv. Jana Křtitele v neobyzantském stylu. Nedaleko města byl vybudován zábavní park Efteling.
Sídlí zde fotbalový klub RKC Waalwijk. Každoročně v září se koná pěší pochod 80 van de Langstraat.